# Лексикографија
Лексикографија (грч. λεξικόν што значи речник, грч. γραφειν што значи писати) је научна дисциплина која се бави састављањем речника и теоријским принципима њиховог настајања. Дели се на практичну и теоријску лексикографију. Данас је лексикографија засебна грана пре свега примењене лингвистике, са традиционално јаким ослонцем на лексикологију. 
Под термином лексикографија се, у ширем смислу, подразумева:
1. састављање и објављивање речника;
2. део науке о језику који се бави проучавањем теорије и праксе састављања речника и
3. свеукупност штампаних и рукописних лексикографских радова и речника, тј. лексикографска литература.

## Практична лексикографија
Практична лексикографија подразумева практичну израду речника. Она се бави конкретним пословима на састављању речника. 
Практична лексикографија има дужу традицију од теоријске. Најстарији речници настали су пре нове ере у старим цивилизацијама као што су Индија, Кина, Персија, Египат и Месопотамија. Интензивнији развој лексикографије у Европи везује се за настајање националних књижевних језика. Најпре се (од 1450. г.) састављају билингвални речници за школске потребе учења латинског језика, а затим и речници појединих језика – италијанског (1612), француског (1694), шпанског (1726–1739), руског (1789–1794). У многим европским земљама се практична лексикографија убрзано развија од 19. века.
Практичним делом лексикографије обухваћен је низ методолошких поступака које треба проћи да би се дошло до добро састављеног речника. Поред извесних разлика, израда речника најчешће пролази кроз следеће фазе: одређивање циљне групе корисника и утврђивање спољашње структуре речника (нпр. школски речник), формирање ауторског колектива, припремна истраживања (корпусна лингвистика, лексикографска теорија и друге теорије, литература и рецензије о датом типу речника и сл.), прецизно дефинисање концепције речника, структура речника (предговор, списак скраћеница, основни део, прилози), структура одреднице, подела посла (ако није извршена приликом формирања ауторског колектива, састављање азбучника, тј. словника или глосара (дефинитивна структура корпуса за азбучник, принципи израде азбучника, први азбучник, ревизија, други азбучник, азбучник за други језик, сравњивање азбучника), израда граматичких таблица, писање одредница (прва редакција, друга редакција), општа рецензија и коначна редакција, редакције нових издања.

## Теоријска лексикографија
Теоријска лексикографија или металексикографија подразумева науку о речницима. Традиција теоријске лексикографије је кратка. Првим теоријским радом посвећеним лексикографији сматра се рад Л. В. Шчербе (1940), а прва монографија посвећена лексикографији је Приручник лексикографије (Manual of Lexicography) Л. Згусте. Након овог приручника теоријска лексикографија се брже развија. Могу се издвојити два главна утицаја на развој теоријске лексикографије – англосаксонски (Р. Р. К. Хартман, Синди Ландау, Р. Илсон и др.) и руски (С. И. Ожегов, Л. А. Веденска, М. А. Бобунова и др.). Посебан утицај на развој теоријске лексикографије имају зборници посвећени лексикографији и лексикографски часописи (International Journal of Lexicogrаphy, Dictionaries).
Теоријска лексикографија има за предмет типологију речника, разраду структуре речника и речничке одреднице, утврђивање оптималних облика описа појединих аспеката језика у одређеним типовима речника. У оквиру ње се критички испитује, разрађује и ревидира нека лексикографска теорија која треба да послужи као основа конкретног лексикографског описа. Бави се разматрањем (критиком и анализом, евалуацијом, историјском анализом итд.) резултата рада практичних лексикографа.
Теоријску лексикографију могуће је поделити на 4 области:
1. историјска металексикографија, која прати развој лексикографске праксе унутар одређеног временског периода;
2. теоријска металексикографија, која се бави анализом лексикографских поступака у изради речника;
3. евалуативна металексикографија, која се бави вредновањем (квалитетом) речника;
4. статусно-употребна металексикографија, која се бави употребом речника.

## Српска лексикографија
Први речници српског језика, писани ћирилицом јављају се крајем 18. века. Они су последица потребе писменог дела становништва, који се након Велике сеобе нашао на територији Аустроугарске, за учењем латинског и немачког језика. Први речници су по правилу били двојезични (углавом српско-немачки и српско-латински).
Деветнаести век обележио је Српски рјечник истолкован њемачким и латинским ријечма Вука С. Караџића (1818, 1852). У Речнику из 1818. г. Вук је први пут употребио своју азбуку и слова ј, љ, њ, ћ, ђ. У њему је спровео своју реформу српског језика. Појава овог речника, као и Вукове фигуре, послужила је за поделу историје српске лексикографије, са савременог становишта, у две фазе: довуковска и поствуковска.
| ДОВУКОВСКА ФАЗА | ПОСТВУКОВСКА ФАЗА                |
| --------------- | -------------------------------- |
| српски ток      | српскохрватски ток \| српски ток |

У истом веку започета је израда Речника српскохрватског књижевног и народног језика САНУ, као и Rječnika hrvatskoga ili srpskoga jezika JAZU (I–XXIII, 1880–1976). Израда Речника САНУ, најобимнијег једнојезичног описног речника српског језика (тезауруса), који обухвата грађу од Вуковог времена до данас, још увек траје. Први том (А – Богољуб) објављен је 1959. године, а 19. том (оцат – петогласник) 2014. године. Када буде био завршен, имаће око 500.000 речи и око 40 томова.
Најважнији једнојезични речници који су настали у 20. и 21. веку јесу Речник српскохрватскога књижевног језика (I–VI, 1967–1976), једнојезични описни речник савременог књижевног језика (од Вуковог времена до данас), и Речник српскога језика (2007). 
Теоријска лексикографија у Србији је почела да се развија тек 80-их година 20. века. Најзначајнији догађај за ову младу лингвистичку дисциплину било је објављивање књиге М. Пешикана Наш језик на сто година послије од Вука (1970), чији је други део под називом Из лексикографије у потпуности посвећен лексикографији. Од посебних публикација треба још извојити: Сто година лексикографског рада у САНУ (ур. П. Ивић), Речник српскохрватскога књижевног језика Матице српске, анализе и напомене (М. С. Лалевић), Полисемија и организација лексичког система у српскоме језику (Д. Гортан-Премк), С речима и речником (М. Радовић-Тешић), Експресивна лексика у српском језику, Раслојеност лексике српског језика и лексичка норма, О речима у српском језику, Модификација значења и лексички модификатори у српском језику (С. Ристић), Савремена српска лексикографија у теорији и пракси (ур. Р. Драгићевић).
Радови о лексикографији се, међутим, углавном објављују у часописима и у лексикографским зборницима. Постоје три таква зборника: Лексикографија и лексикологија (1982), Лексикографија и лексикологија (1984), Дескриптивна лексикографија стандардног језика и њене теоријске основе (2002). 
Савремена лексикографија подразумева и израду електронских корпуса. Најпознатији корпус српског језика је вишемилионски корпус који се израђује на Математичком факултету у Београду, под руководством проф. Душка Витаса.